# Kurzschnäuziger Speerfisch
Der Kurzschnäuzige Speerfisch (Tetrapturus angustirostris) ist ein großer Raubfisch, der im tropischen und subtropischen Pazifik und im Indischen Ozean  vorkommt. Er meidet Küsten, sein Verbreitungsgebiet reicht im Pazifik von 40° nördlicher bis 35° südlicher Breite, im Indischen Ozean liegt es zwischen 20° nördlicher und 45° südlicher Breite.

## Merkmale
Der Kurzschnäuzige Speerfisch wird maximal 2,30 Meter lang, bleibt aber für gewöhnlich knapp unterhalb von zwei Metern. Die durchschnittliche Länge zwischen Auge und Schwanz der im zentralen Südpazifik gefangenen Exemplare liegt bei 1,35 Meter, bei Fängen aus dem Ostpazifik sind es 1,50 Meter. Das maximale veröffentlichte Gewicht liegt bei 52 kg, das Durchschnittsgewicht bei 18 kg. Der Körper ist langgestreckt, seitlich abgeflacht und ist dicht mit länglichen Schuppen bedeckt, die an ihrer Hinterkante jeweils in drei bis fünf Spitzen enden. Die einzelne Seitenlinie ist gut sichtbar. Die Anzahl der Wirbel liegt bei 24, 12 Rumpf- und 12 Schwanzwirbel. Die Gonaden sind Y-förmig.
Die Fische sind auf dem Rücken dunkelblau, an den Seiten bräunlich bis bläulich und auf der Bauchseite silbrigweiß. Auf den Seiten finden sich keine Flecken oder sonstige Musterungen. Die erste Rückenflosse ist schwarz-blau ohne Musterung, die übrigen Flossen braun oder braun-schwarz, die Basen der Afterflossen oft silbrigweiß. Die erste Rückenflossen wird von 45 bis 50 Flossenstrahlen gestützt, die zweite von 6 bis 7. Die erste Rückenflossen hat vorne eine hohe Spitze, die höher als die Körperhöhe des Fisches ist. Sie fällt danach steil ab und bleibt bis zum 19ten Flossenstrahl auf gleicher Höhe um dann erneut abzufallen.

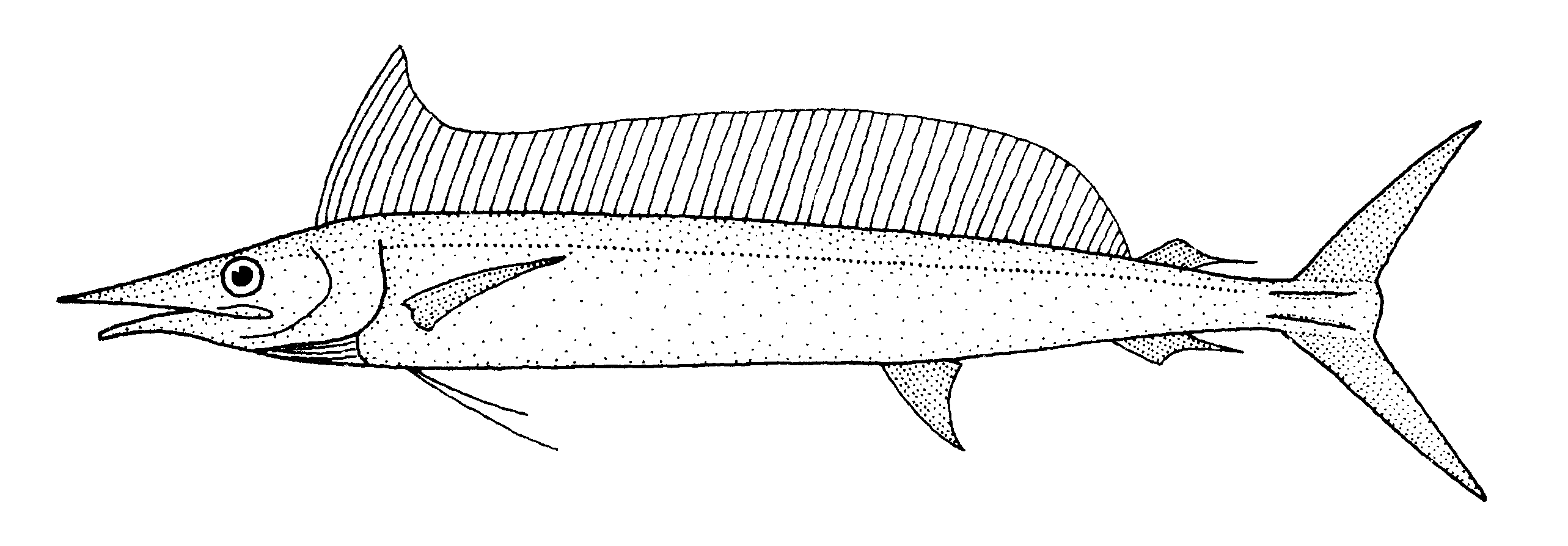
Zeichnung von Dr. Tony Ayling

Von den beiden Afterflossen hat die erste 12 bis 15, die zweite 6 bis 8 Flossenstrahlen. Die zweite Rücken- und die zweite Afterflossen stehen einander symmetrisch gegenüber und sind in Form und Größe sehr ähnlich. Die Brustflossen werden von 17 bis 19 Flossenstrahlen gestützt. Die Bauchflossen sind schmal, doppelt so lang wie die Brustflossen und erreichen 15 % der Körperlänge. Der Schwanzflossenstiel ist seitlich stark abgeflacht und auf jeder Seite mit einem doppelten Kiel und einer flachen Kerbe auf der Rücken- und der Bauchseite versehen. Der Anus sitzt vor dem Beginn der ersten Afterflosse in einer Entfernung, die normalerweise länger ist, als die Höhe der ersten Afterflosse.
Ähnlich wie beim nah verwandten Mittelmeer-Speerfisch ist sein speerartig verlängertes, im Querschnitt rundes Rostrum wesentlich kürzer als bei anderen Speerfischen und erreicht nur 15 % der Körperlänge. Der verlängerte Unterkiefer erreicht mehr als ²/³ des Oberkieferrostrums. Beide Kiefer und das Gaumenbein sind mit feinen Zähnen besetzt, Kiemenreusen fehlen, die rechten und linken Branchiostegalmembranen sind zusammengewachsen aber frei vom Isthmus.

## Lebensweise
Der Kurzschnäuzige Speerfisch ist ein ozeanischer, pelagischer Fisch, der sich normalerweise nicht den Küsten nähert. Von der weite Wanderungen unternehmenden indopazifischen Art gibt es nur gelegentliche Sichtungen und Fänge aus dem Südatlantik. Man geht davon aus, dass die Laichgründe im Indopazifik liegen. Bei der Langleinenfischerei im äquatorialen Indischen Ozean wurden die wenigsten Exemplare in den oberen Wasserschichten (0 bis 200 Meter) gefangen, die meisten in Tiefen von 915 bis 1830 Meter.
Wie alle Speerfische ist Tetrapturus angustirostris ein Raubfisch, der sich von Fischen, Kopffüßern und Krebstieren ernährt. Unter den Beutefischen befinden sich Schlangenmakrelen, Makrelen, Fliegende Fische, Seebrassen, Medusen- und Lanzenfische, Bonitos. Tiefseefische wie Laternenfische und Tiefsee-Beilfische fehlen. Er frisst auch nicht so große Beutefische wie andere Speerfische.
Die Fische laichen im westlichen Indischen Ozean während der Wintermonate, im zentralen Pazifik im März. Auch der pelagische Laich und Fischlarven treten vor allem im Winter auf. Die Eier haben einen Durchmesser von 1,0 bis 1,6 mm, sie sind farblos, halbtransparent und enthalten einen gelblich-braunen Fetttropfen.

## Nutzung
Dem Kurzschnäuzigen Speerfisch wird nicht gezielt nachgestellt. Er wird nur selten als Beifang beim Fang von Fächer- oder Thunfischen mit Langleinen gefangen oder von Hochseeanglern geangelt. Sein Fleisch hat nicht die hohe Qualität anderer Speerfische, wird aber vor allem in Japan frisch oder gefrostet vermarktet, als Sashimi zubereitet oder zur Herstellung von Fischsauce verwendet.